# Восток — 2022
Восток-2022 — стратегическое командно-штабное учение (СКШУ) Вооруженных сил России, проходившее с 1 по 7 сентября 2022 года в Восточном военном округе.
Проводилось под командованием начальника Генерального штаба РФ В. В. Герасимова на 9 полигонах Восточного военного округа, а также в Японском и Охотском морях. В общей сложности в учении приняли участие 13 стран, в которые, помимо России, входили Китай, Индия, Беларусь, Армения, Алжир, Азербайджан, Казахстан, Кыргызстан, Сирия, Никарагуа, Лаос, Монголия и Таджикистан.
По сообщению Министерства обороны РФ в СКШУ «Восток-2022» планировалось участие свыше 50 тыс. военнослужащих, более 5 тыс. единиц вооружения и военной техники, в том числе 140 летательных аппаратов, 60 боевых кораблей, катеров и судов обеспечения.